# Marian Olewiński

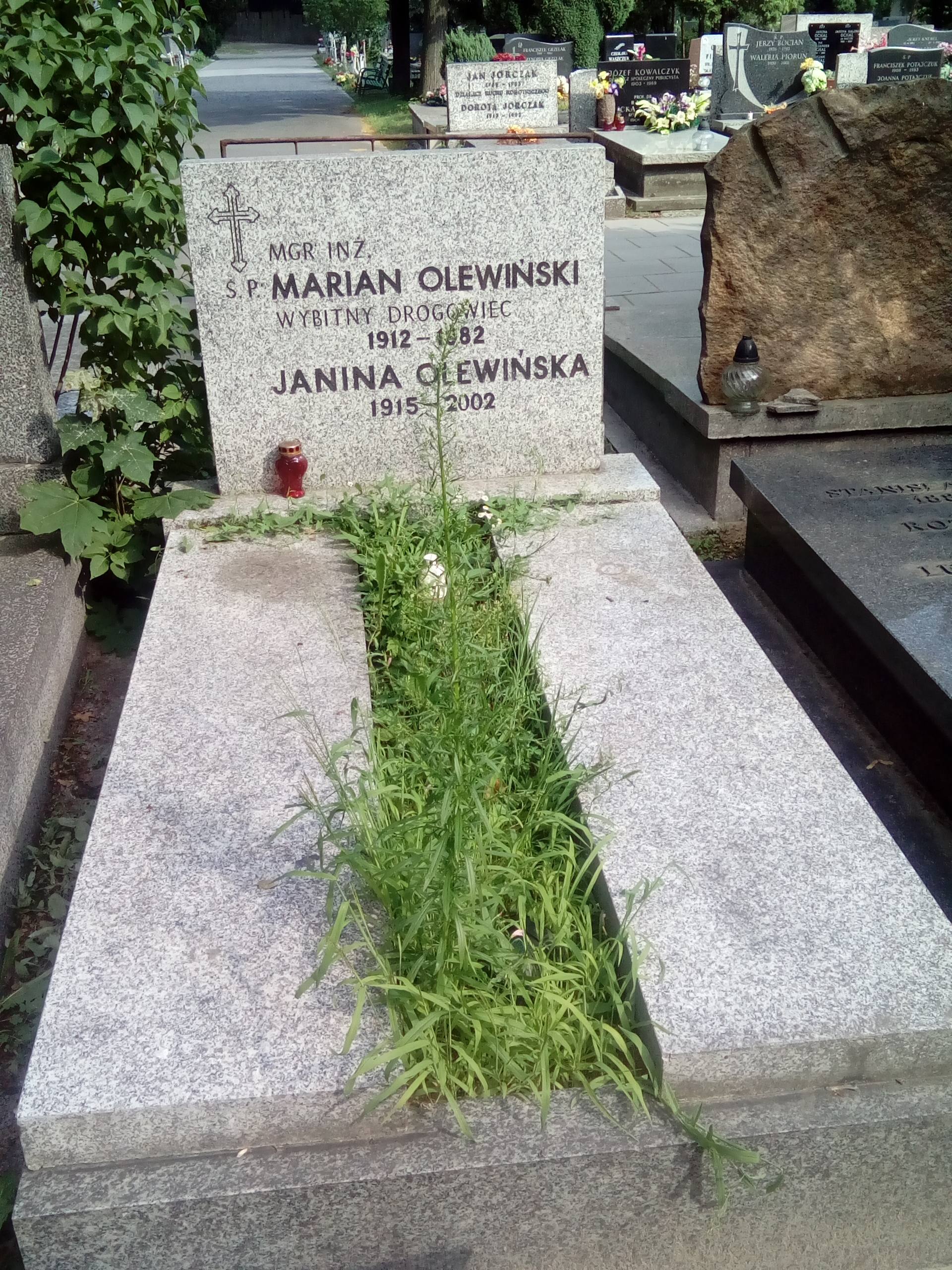
Grób Mariana Olewińskiego i jego żony Janiny na Cmentarzu Wojskowym na Powązkach

Marian Stanisław Olewiński (ur. 15 września 1912 w Warszawie, zm. 15 listopada 1982 tamże) – polski inżynier budownictwa lądowego i polityk. Minister budownictwa i przemysłu materiałów budowlanych (1960–1969) i wiceprezes Rady Ministrów (1969–1970).

## Życiorys
Syn Józefa. Ukończył studia na Politechnice Warszawskiej. W 1945 wstąpił do Polskiej Partii Robotniczej, a następnie do Polskiej Zjednoczonej Partii Robotniczej. Pełnił funkcję kierownika wydziału ekonomicznego komitetu wojewódzkiego PPR w Krakowie (1945–1946), a następnie do 1947 komitetu miejskiego w Łodzi. Od 1949 zastępca kierownika wydziału ekonomicznego Komitetu Centralnego PZPR, a od 1950 do 1951 kierownika wydziału handlu. W latach 1964–1971 zastępca członka KC PZPR.
Od 1947 do 1948 dyrektor Biura Cen w Ministerstwie Przemysłu i Handlu. W okresie od 1948 do 1949 prezes Centralnego Związku Spółdzielczego. W latach 1951–1953 Naczelny Inżynier w Centralnym Zarządzie Budowy Dróg i Mostów, a w okresie 1953–1955 jego dyrektor. Od 1955 do 1956 dyrektor generalny Ministerstwo Transportu Drogowego i Lotniczego, następnie do 1957 jego podsekretarz stanu, po czym pełnił analogiczne stanowisko w Ministerstwie Komunikacji. Ponownie podsekretarz stanu w Ministerstwie Komunikacji od 1971 do 1975.
Od 25 marca 1960 do 28 czerwca 1969 był ministrem budownictwa i przemysłu materiałów budowlanych, a następnie do 30 czerwca 1970 był wicepremierem. W lipcu 1970 przeszedł na emeryturę. 
Żonaty z Janiną Natalią Olewińską (1915-2002). Pochowany na Cmentarzu Wojskowym na Powązkach w Warszawie (kwatera C 37-9-2).

## Ordery i odznaczenia
- Order Sztandaru Pracy I klasy (1964)[2]
- Order Sztandaru Pracy II klasy (27 kwietnia 1955)[3]
- Krzyż Oficerski Orderu Odrodzenia Polski (3 lipca 1948)[4]
- Medal 10-lecia Polski Ludowej (15 stycznia 1955)[5]
- Odznaka 1000-lecia Państwa Polskiego (1966)[6]
- Złota Odznaka honorowa „Za Zasługi dla Warszawy” (17 stycznia 1963)[7]
- Odznaka honorowa "Za zasługi dla Gdańska" (1960)[8]
- Złota odznaka "Za zasługi dla województwa warszawskiego" (1962)[9]
- Odznaka honorowa „Za zasługi w rozwoju województwa koszalińskiego” (1966)[10]
- Odznaka honorowa Związku Zawodowego Budowlanych (1963)[11]